# Oreanthes
Oreanthes je rod se sedmi druhy rostlin, řazený do čeledi vřesovcovité. Je rozšířen pouze v Ekvádoru.

## Druhy
- Oreanthes buxifolius
- Oreanthes ecuadorensis
- Oreanthes fragilis
- Oreanthes glanduliferus
- Oreanthes hypogaeus
- Oreanthes rotundifolius
- Oreanthes sperlingii